# Luther Wenge
Luther Akisawa Wenge est un avocat et homme politique papou-néo-guinéen.

## Biographie
Il est avocat spécialisé en droit constitutionnel, puis juge, avant d'entrer en politique,.
En 1997 il est élu gouverneur de la province de Morobe, ce qui lui permet de siéger ex officio au Parlement national. Il est réélu en 2002 et en 2007. À cette fonction, il mène avec succès plusieurs batailles juridiques contre le gouvernement national, qu'il accuse d'actes anti-constitutionnels. Il obtient ainsi par les tribunaux le rétablissement des gouvernements locaux (infra-provinciaux) que le gouvernement national souhaitait abolir ; l'annulation de l'immunité pénale accordée aux policiers australiens déployés en aide à la police de Papouasie-Nouvelle-Guinée (décision qui amène le gouvernement australien de John Howard à retirer les policiers australiens du pays), et l'annulation de l'introduction d'une taxe sur la valeur ajoutée,. Il obtient aussi, par une décision de justice, que le gouvernement compense financièrement le peuple wotarai de la vallée de Markham (en), victime de violences policières. Il est par ailleurs décrit comme un homme politique « haut en couleur et drôle, connu pour ses jeux de mots même durant les débats parlementaires les plus intenses ».
Fondateur en 2001 du Parti pour le peuple d'abord, c'est ce parti qu'il représente au Parlement jusqu'à sa défaite aux élections de 2012. Il devient alors le directeur d'une entreprise de location d'équipements lourds. Il redevient gouverneur de Morobe aux élections de 2022, cette fois avec l'étiquette du Parti travailliste populaire. Bien qu'étant le seul élu de ce parti, il annonce son intention de briguer le poste de Premier ministre, avant d'y renoncer.